# Сампсоніївська церква
Сампсоніївська церква — церква на полі Полтавської битви у Полтаві.

## Історія
Храмова споруда була збудована на виконання заповіту російського імператора Петра I на місці битви 1709 року поблизу Полтави між російською та шведською арміями як храм-пам'ятник.
Будувалась на кошти Й. С. Судієнка.
У 1840 р. було оголошено конкурс на проект церкви над братською могилою російськіх воїнів. У 1841 р. затверджено проект, який був доопрацьований в 1848 р. 
Проєкт церкви виконав архітектор Й. І. Шарлемань, будівельним підрядчиком був О. Л. Ворожейкін. Будівництво розпочате 27 червня 1852 року.
Храм був освячений 15 травня 1856 року на честь Св. Сампсонія Прочанолюбця.
Церква мурована, прямокутна у плані, чотиристовпна, увінчана центральною банею та чотирма декоративними главками по кутках.
1890 року було прийняте рішення про її розширення. Проєкт реконструкції підготував архітектор М. М. Никонов. Будівництво провадилось за проєктом та під наглядом архітектора Полтавської єпархії С. В. Носова у 1895 р. Нагляд за будівельними роботами здійснював архітектор І. Ф. Нейман.
Споруда реконструювалась у формах московського зодчества XV—XVII ст. У плані має вигляд рівнокінцевого хреста (довжина і ширина 20,2 м, висота до зеніту бані — 14,2 м). Мурована, п'ятиверха, триапсидна. Під час створення образу церкви широко використані арки, барокові портали вікон, колонки та інші декоративні деталі із лекальної цегли.
До 200-річчя Полтавської битви за проєктом архітектора С. В. Носова із західного боку добудовано дзвіницю. У храмі встановили мармуровий іконостас із різьбленими орнаментами і кольоровими мозаїками, виготовлений фірмою Менціоні у Москві. Під керівництвом художника О. Я. Сокола виконаний розпис інтер'єру. У ніші східного фасаду церкви, зверненого до братської могили, було встановлено картину із зображенням Петра I під час молитви напередодні битви, а нижче укріплено мармурову дошку з текстом наказу військам.
У 1930-х релігійна громада церкви ліквідована органами радянської влади, а церква закрита. Дзвіницю було розібрано. Картина з зображенням Петра I вивезена.
Громада поновила діяльність 1942 року, у часи окупації України німцями.
По війні церковна громада, дозволена німцями, була зареєстрована органами радянської влади 08 грудня 1947 року.
Невдовзі знята з державної реєстрації (1949 року) з мотивацією «у зв'язку зі створенням історико-культурного заповідника „Поле Полтавської битви“».
Храм був перетворений на складське приміщення і залишений без догляду. Покрівля руйнувалася, шибки у вікнах були вибиті, волога безперешкодно потрапляла всередину церкви. Внаслідок цього у післявоєнні роки було втрачено частину внутрішніх розписів храму.
Реставраційні роботи, метою яких було відновлення іконопису та живопису, розпочалися лише 1988 року.
З квітня 1993 року офіційно поновила свою діяльність церковна громада.
2001 року, дякуючи клопотанням настоятеля церкви протоієрея Костянтина Оніпка, було відбудовано дзвіницю.

## Галерея

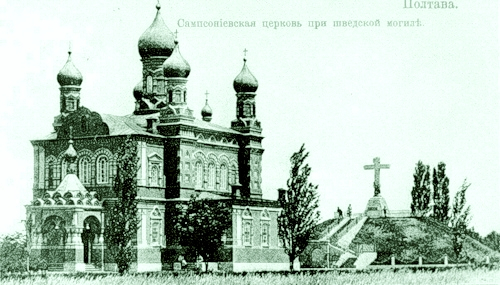
Сампсоніївська церква. Світлина поч. XX ст.
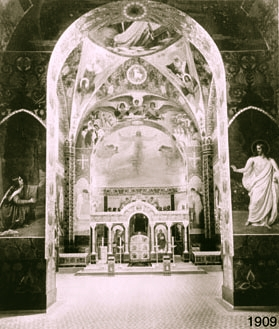
Внутрішній інтер'єр (1909)
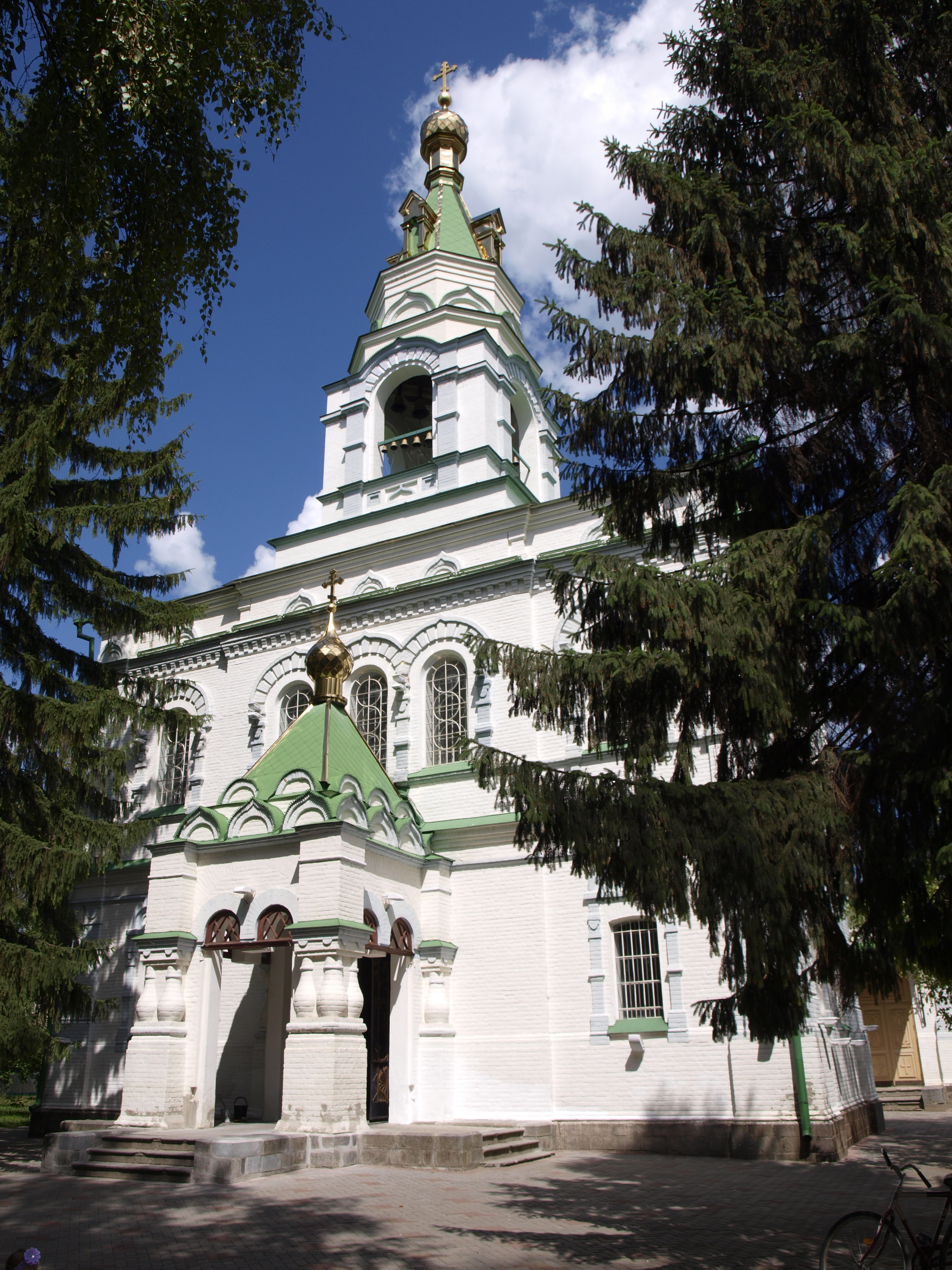
Головний вхід
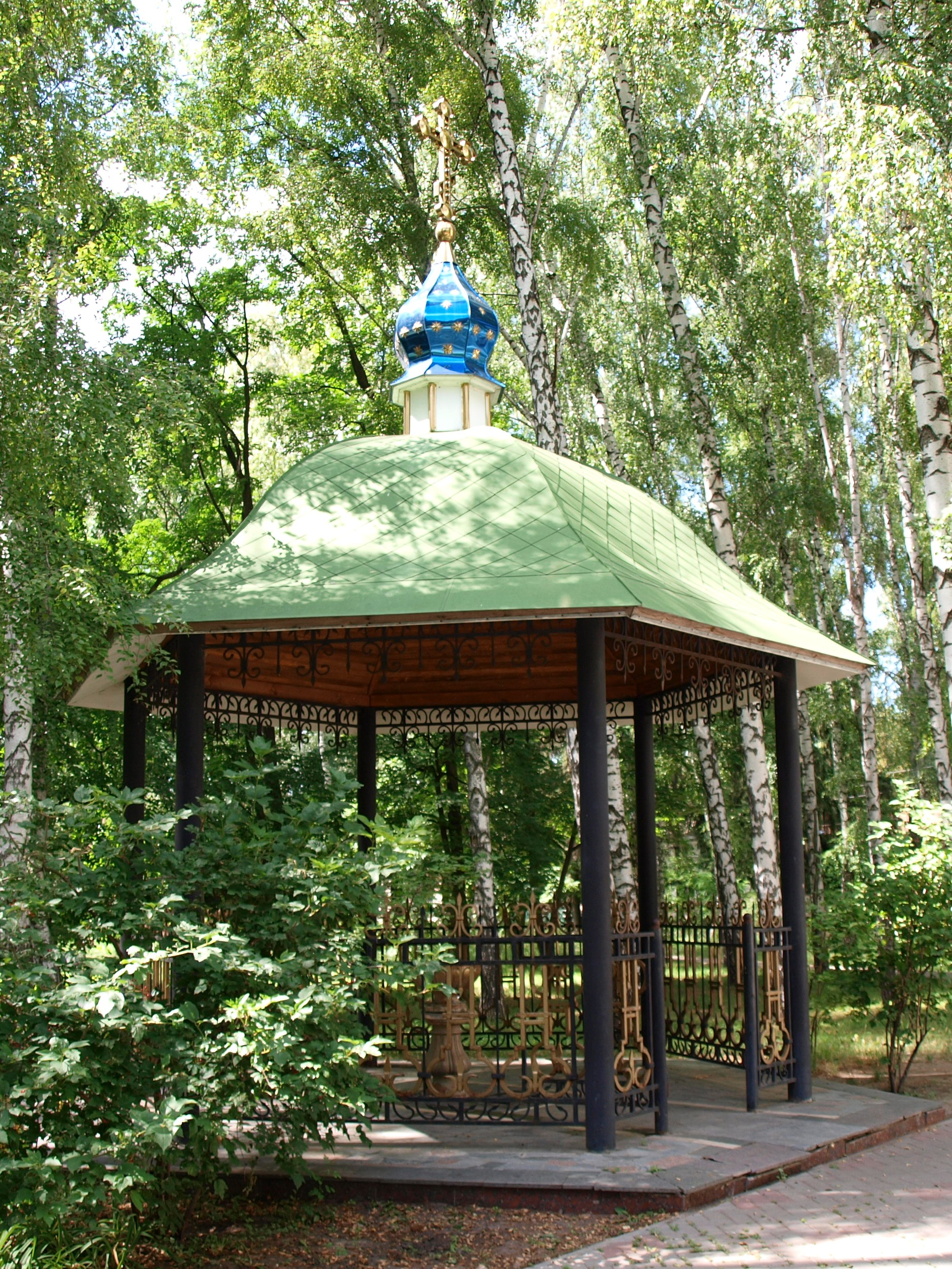
Альтанка
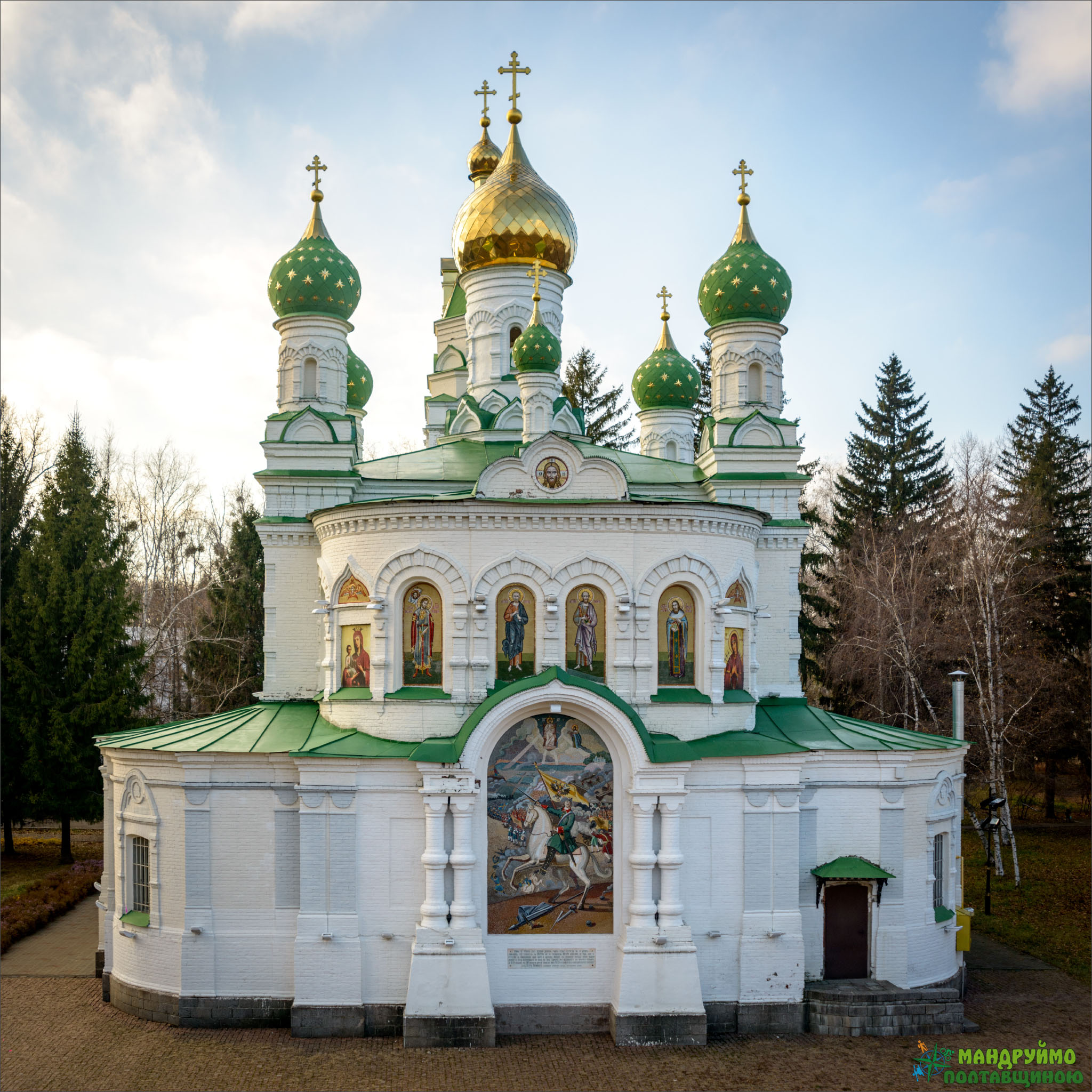
Зворотня сторона храму
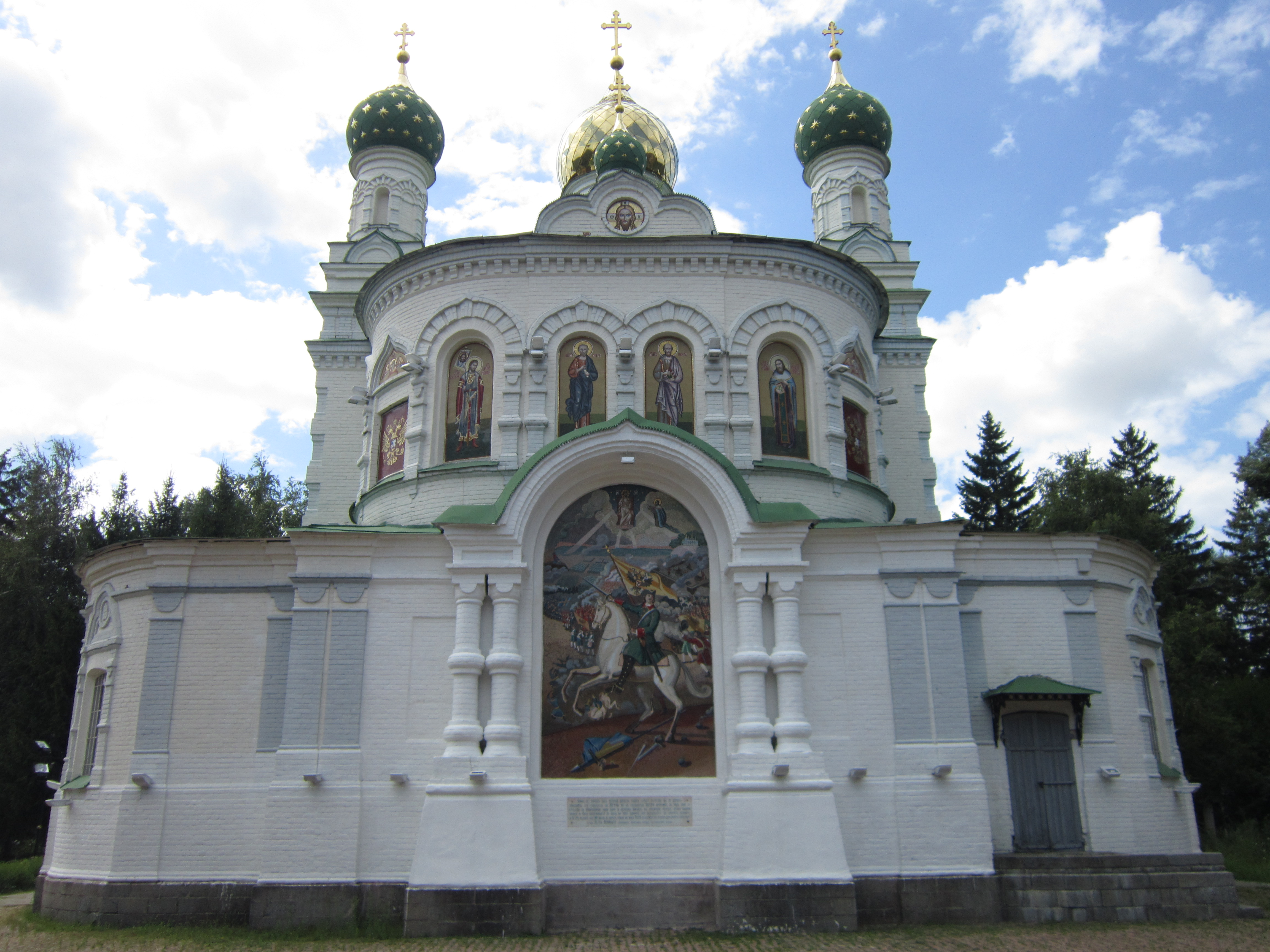
Конфліктний розпис (у центрі) 2013
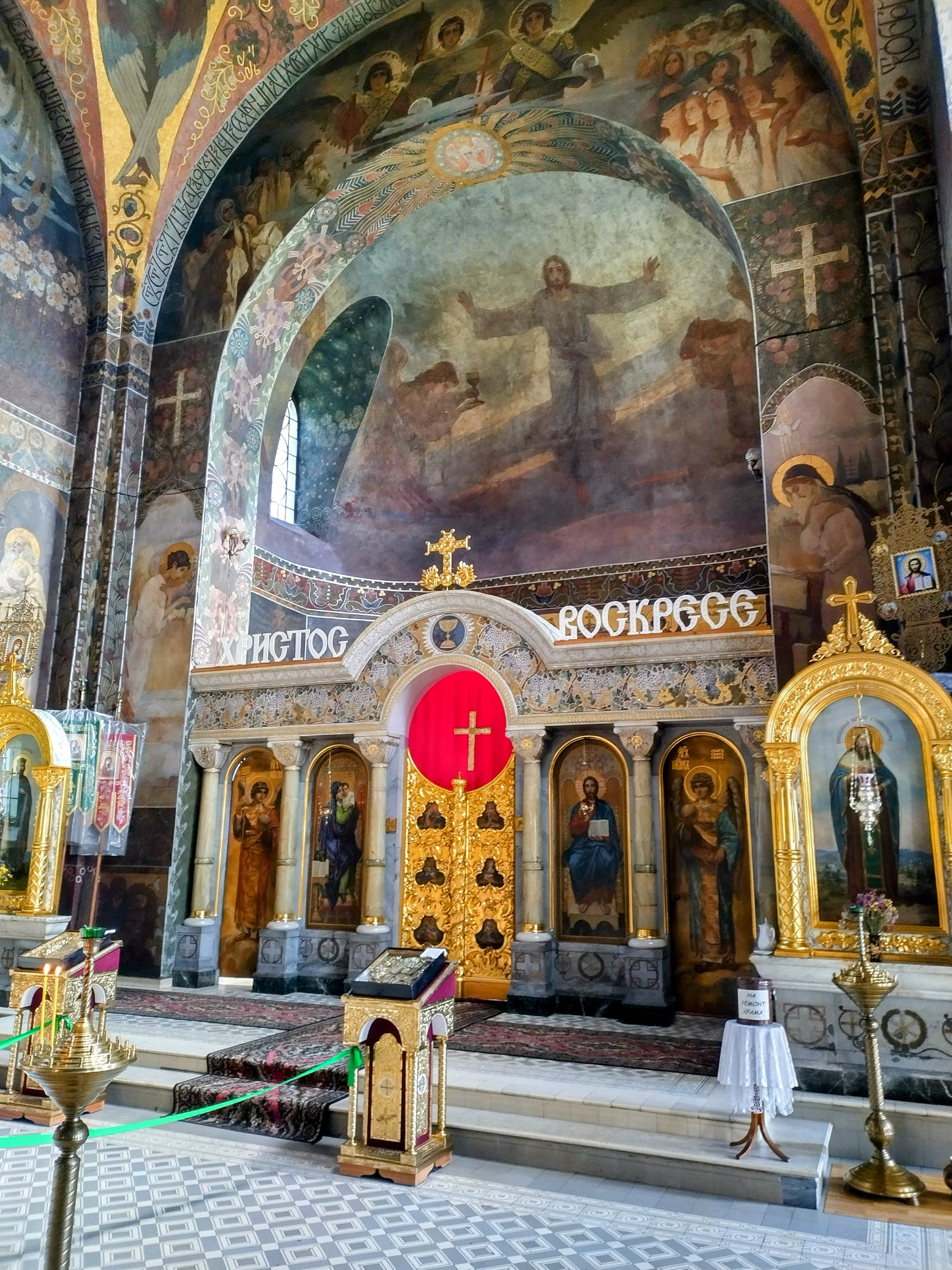
Внутрішній інтер'єр (2023)
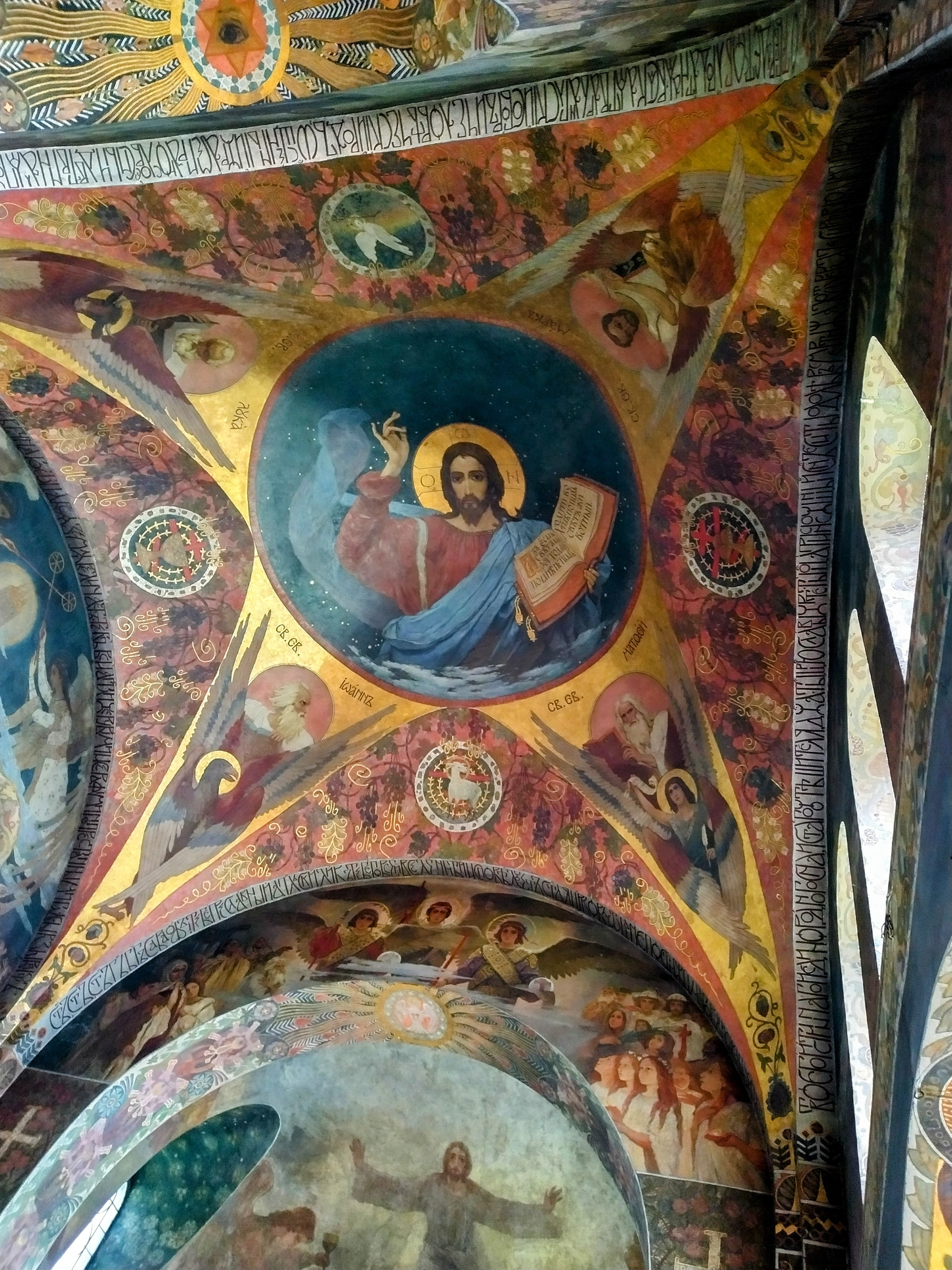
Стінопис склепіння